# 高田明典
高田 明典（たかだ あきのり、1961年10月6日 - ）は、日本の現代思想評論家。フェリス女学院大学教授。

## 来歴
東京都出身。1985年早稲田大学教育学部教育学科教育心理学専修卒業、1988年早稲田大学大学院文学研究科心理学修士課程修了、1996年早稲田大学大学院理工学研究科電子通信工学専門博士課程単位取得満期退学。（財）PHRFストレス科学研究所研究員、尚美学園大学芸術情報学部専任講師、2004年フェリス女学院大学文学部コミュニケーション学科助教授、2007年教授。
現代思想、通信工学、メディア論が専門で、一般向けに多数の著書を著している。

## 著書
- 『「欲望と禁忌」の心理分析 現代人の"心のすきま"が読める本』芸文社 1995
- 『アニメの醒めない魔法 ドラえもんからセーラームーンまで、アニメトラウマ構造分析』PHP研究所 1995
- 『よくわかる!Windows 95 基本操作からインターネットまで Word、Excel、一太郎の使い方も説明』新星出版社 1996
- 『よくわかる!インターネット for Windows 95 インターネット接続から電子メールの送受信ネットサーフィンまでを豊富な図解でくわしく説明』新星出版社 1997
- 『知った気でいるあなたのための構造主義方法論入門』夏目書房 1997
- 『よくわかる!WORD 97』新星出版社 1997
- 『よくわかる!EXCEL 97』新星出版社 1997
- 『知った気でいるあなたのための新経済学完全理解』夏目書房 2000
- 『よく解るニッポン崩壊地図入門』夏目書房 2000
- 『理工系のための使える英語』ナツメ社 2001
- 『知った気でいるあなたのためのポストモダン再入門』夏目書房 2005
- 『世界をよくする現代思想入門』ちくま新書 2006
- 『「私」のための現代思想』光文社新書 2006
- 『現代思想の使い方』秀和システム 2006
- 『構造主義がよ～くわかる本 人間と社会を縛る構造を解き明かす ポケット図解』秀和システム 2007
- 『難解な本を読む技術』光文社新書 2009
- 『物語構造分析の理論と技法 ― CM・アニメ・コミック分析を例として』大学教育出版、2010
- 『現代思想のコミュニケーション的転回』筑摩選書 2011
- 『コミュニケーションを学ぶ』ちくまプリマー新書 2012
- 『ネットが社会を破壊する ──悪意や格差の増幅、知識や良心の汚染、残されるのは劣化した社会』 リーダーズノート 2013
- 『情報汚染の時代』 角川ＥＰＵＢ選書 2014
- 『正しさとは何か』 サイゾー 2015
- 『ヒーローたちの戦うキモチ~ウルトラマンからワンピースまで』 サイゾー 2015